# كليوباس غيانو
كليوباس غيانو (باليونانية: Κλεόπας Γιάννου)‏ (4 مايو 1982 اليونان - ) هو لاعب كرة قدم يوناني، يلعب كحارس مرمى، شارك في الألعاب الأولمبية الصيفية 2004.

## روابط خارجية
- كليوباس غيانو على موقع الاتحاد الأوربي (الإنجليزية)
- كليوباس غيانو على موقع قاعدة بيانات كرة القدم.إي يو (الإنجليزية)
- كليوباس غيانو على موقع أوليمبيديا (الإنجليزية)